# 福島県道52号土湯温泉線
福島県道52号土湯温泉線（ふくしまけんどう52ごう つちゆおんせんせん）は、福島県福島市にある県道（主要地方道）である。

## 概要
福島市西部の土湯温泉町と福島市南部の松川町沼袋とを結ぶ路線である。起点から国道115号にかけては土湯温泉の温泉街と国道からのアクセス道路として機能しており、対向1車線で整備されている。国道115号土湯バイパス横道トンネル区間と重複した後、丁字路で分岐し阿武隈川水系東八川に沿い松川町水原の田園地帯に至る。松川町水原から松川町沼袋にかけては片側1車線が確保されているが、松川町市街地区間は幅員狭小である。
福島県道114号福島安達線から西の区間の一部は旧米沢街道、東の区間の一部は旧奥州街道に該当する。

### 路線データ
- 起点：福島県福島市土湯温泉町字下ノ町
- 終点：福島県福島市松川町沼袋
- 総延長：19.000km[1]
  - 実延長：17.665km

## 歴史
- 1982年4月1日 - 建設省告示第935号が公布され、県道松川土湯温泉線が主要地方道土湯温泉線として指定される。
- 1983年（昭和58年）1月11日 - 福島県によって県道路線に認定される[2]。
- 1993年（平成5年）5月11日 - 建設省から、県道土湯温泉線が土湯温泉線として主要地方道に指定される[3]。

## 路線状況

### 重用路線
- 国道115号土湯バイパス（福島市土湯温泉町字悪戸尻 - 同市土湯温泉町字横道）
- 福島県道114号福島安達線（福島市松川町字本町地内）

### 新道・バイパス
狼ヶ森工区
- 起点：福島市松川町水原字山毛欅坂
- 終点：福島市松川町水原字足坂
- 延長：1.2km

狼ヶ森地区の集落を迂回するバイパス道路であり、終点側695.0mの先行開通の後、2019年3月29日に起点側527.0mの供用が開始され、全線が開通した。

### 道路施設
東吾妻橋
- 全長：23.0m
- 幅員：6.0(19.2）m
- 形式：単純PCポステンT桁橋
- 竣工：1996年[5]

福島市土湯温泉町の起点近く、土湯温泉の温泉街にて一級水系阿武隈川水系荒川支流の東鴉川を渡る。土湯温泉郷マイロード事業に伴い1994年に着工された。橋上はイベントなどが行えるオープンスペースとして歩道が広大に取られており、現在は付近に新たに開業した公共浴場である中の湯の駐車場として用いられている。総工費は2億2600万円。
小池橋
- 全長：59.0m
- 幅員：8.0m
- 竣工：1973年[7]

松川町字小池から字赤貝森、下新田に至り、東北自動車道を渡る。
松川跨線橋
- 全長：40.0m
- 幅員：6.0（11.0）m
- 形式：鋼単純床版箱桁橋
- 竣工：2000年度

松川町字中原に位置し、JR東北本線を渡る。すぐ東側が字天王原との境界となっている。JR松川駅のすぐ北に位置する踏切の除却のため建設された。橋上は上下対向2車線で供用され、下り線側に幅員3.5mの歩道が設置されている。鉄道の車両限界の為桁下の空間に制約があったことから、鋼床版箱桁橋が採用され桁高が抑えらえれている。総工費は3億4千万円。

## 地理

### 通過する自治体
- 福島市

### 交差する道路
- 国道115号土湯バイパス 福島市街地方面（土湯温泉町字悪戸尻）
- 国道115号土湯バイパス 猪苗代方面（土湯温泉町字横道）
- 福島県道148号水原福島線（松川町水原字政所）
- E4東北自動車道 福島松川スマートインターチェンジ下り線（松川町字下新田） - 上り線側は市道を介している。
- 福島県道114号福島安達線 二本松方面（松川町字本町）
- 福島県道114号福島安達線 福島市街地方面（松川町字本町）
- 福島県道192号松川停車場戸ノ内線（松川町字天王原）
- 福島県道147号松川渋川線（松川町沼袋字北原）
- 国道4号福島南バイパス・福島県道51号霊山松川線（松川町沼袋字北原 終点）

### 沿線にある施設など
- 土湯温泉
- 福島カントリークラブ
- 福島市立水原小学校
- 福島市役所松川支所
- 松川郵便局